# Jenny Gal
Jennifer Eva Carolina „Jenny” Gal (ur. 2 listopada 1969 w Uccle) – holenderska judoczka. Brązowa medalistka olimpijska z Atlanty.
Zawody w 1996 były jej drugimi igrzyskami olimpijskimi, wcześniej startowała w 1992. Medal zdobyła w wadze półśredniej, do 61 kilogramów. W barwach Holandii zdobyła srebrny medal mistrzostw świata w 1995, zwyciężyła w mistrzostwach Europy w 1995, była trzecia w 1988, 1989 i 1996. W barwach Włoch zdobyła srebro kontynentalnego czempionatu w 1999 i startowała w igrzyskach w 2000.
Judoczką i olimpijką była również jej siostra Jessica Gal i mąż Giorgio Vismara.